# Trichocolletes simus
Trichocolletes simus  is een vliesvleugelig insect uit de familie Colletidae. 
De bij wordt 11-12 millimeter lang. De soort komt voor in West-Australië.